# Conaille Muirtheimne
Conaille Muirthemne fue un reino Cruithin localizado al sureste del Ulster y el norte de Leinster, Irlanda, entre 688 y 1107, aproximadamente.

## Visión general
Conaille Muirtheimne formó parte del reino de los Ulaid, y siguió siendo su aliado durante gran parte de su historia. En el Lebor na gCeart (el Libro de Derechos) Conaille está listado entre "Los Territorios cuyo Rey paga tributo a los Ulaidh."
Se cree que fueron una rama de los Cruthin. Dubhaltach MacFhirbhisigh declaró de ellos: "A los Cruithne de Irlanda pertenecen los Dal Araidhe, los siete Laighsi de Leinster, los siete Soghain de Éire, y cada Conaill de Eirinn." Durante gran parte de su historia estuvieron en guerra contra los Airgíalla y los Uí Néill; a veces incluso con sus aliados Ulaidh.
El último rey recordado de los Conaille Muirthemhne murió en 1081, aunque todavía en 1107 Fergus, hijo del Rey de Conaille, fue muerto en batalla por los Uí Breasil Macha, así que parece que el reino todavía disfrutaba de independencia. Aun así, los Airgíalla parecen haberles puesto bajo su control en algún momento después de esto, probablemente c. 1130 por Donnchad Ua Cerbaill, rey de Airgialla, y fueron incorporados a este reino en 1153 cuando el Rey Supremo Domhnall Mac Lochlainn " ... saqueó ... y quemó Conaille."
Eoin MacNeill afirmaba que los Conaille Muirtheimne estaban relacionados con los Ulaid y Érainn, descendiendo de Conall Anglonnach, hijo de Dedu mac Sin (MacNeill, pp. 97–8). Su asociación con los Cruthin parece ser el resultado final de varias invenciones posteriores.
Los posibles apellidos derivados de este grupo incluyen Connolly.

## Descripción geográfica del reino
Esta descripción de Conaille Muirtheimne está tomado del artículo citado abajo:
"Hasta que cayó bajo el control de los O'Carrol en el siglo doce, lo que ahora es el Condado de Louth estuvo dividido entre tres reinos menores. En el sur estaba el de Fir Arda Ciannacht (de donde Ferrard);  ... En el este y centro del condado actual estaba el reino Airgialla de Fir Roise, y en el norte el de Conaille Muirtheimne ... El territorio de Conaille Muirtheimne estuvo asociado con Mag Muirtheimne, 'la Llanura de Muirtheimne' ...El núcleo del reino parece haber sido aproximadamente equivalente a la baronía de Dundalk Upper más la parroquia de Dromiskin. Las regiones al suroeste (Louth) y noreste (Cuailgne), i.e., Cooley, eran de incierto o quizás fluctuante estado."

## Reyes de Conaille Muirtheimne 688-1107
- Uarcraide ua Osseni, f. 688
- Amalgaid mac Cathasaig, f. 741
- Fagall (Fallach) Finn mac Oengusa, f. 743
- Foidmenn mac Fallaig/Fallomain, f. 752
- Uargal (Uargalach) mac Uachtbrain, f. 765
- Sluagadach mac Uargalaig, f. 789
- Fiachain, f. 792
- Spelan mac Sluagadaig, f. 824
- Mael Brigte mac Spelain, f. 869
- Gairbith mac Mail Brigte, f. 878
- Ciblechan mac Mail Brigte, f. 890
- Mael Morda mac Gairbitha, f. 891
- Conglach mac Gairbitha, f. 913
- Dommnall mac Gairbitha, f. 914
- Mael Brigte mac Ciblechain, f. 914
- Spelan mac Congalaig, f. 923
- Crongilla mac Cuilennain, f. 937
- Mac Etig mac Cuilennain, f. 951
- Cinaed mac Crongilla, f. 970
- Congalach mac Meic Etig, f. 988
- Matudan mac Cinaeda, f. 996
- Gilla Crist ua Cuilennain, f. 999
- Muiredach, f. 1005
- In Gercce, f. 1005
- Crinan mac Gormlada, f. 1012
- Cinaed mac In Geircce, f. 1029
- Domnall mac Gilla Christ, f. 1052
- Cinaed mac meic Odormaic, f. 1066
- Mac Ui Threodain, f. 1078
- Mac In Geircce, f. 1081
- desconocido Rey de Conaille, vivo 1107.

|}